# Camillo Golgi
Camillo Golgi (Corteno, 7 de julho de 1843 — Pavia, 21 de janeiro de 1926) foi um médico e histologista italiano, conhecido pelo descobrimento e descrição do complexo de Golgi.

## Vida e obra
Filho de um funcionário do departamento médico, estudou medicina na Universidade de Pádua, graduando-se em 1865. Trabalhou algum tempo na clínica psiquiátrica do criminólogo Lombroso, mas depressa se interessou pela histologia. Em 1872 começou a trabalhar no pavilhão de incuráveis de um hospital de Abbiategrasso. Exerceu como professor de Anatomia nas Universidades de Turim e de Siena e foi catedrático de Histologia na de Pavia, da qual chegou a ser director da Faculdade de Medicina e reitor.
Apesar dos escassos meios com que contava, chegou a importantes resultados com as suas experiências, entre as quais se destaca o método da coloração com o nitrato de prata, que provocou uma revolução no estudo laboratorial dos tecidos nervosos. Empregando este método, identificou uma classe de célula nervosa dotada de extensões (ou dendritos) mediante as quais se ligam entre si outras células nervosas. Esta descoberta permitiu a Wilhelm von Waldeyer-Haltz formular a hipótese de que as células nervosas são as unidades estruturais básicas do sistema nervoso, hipótese que mais tarde demonstraria Santiago Ramón y Cajal.

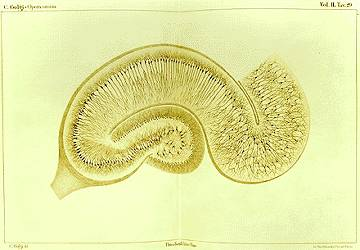
Desenho de Camillo Golgi de um hippocampus corado com o método do nitrato de prata.

Em 1876, depois do seu regresso à Universidade de Pavia, continuou o estudo das células nervosas, obtendo provas da existência de uma rede irregular de fibrilhas, cavidades e grânulos (a que depois seria dado o nome de aparelho de Golgi), que desempenha um papel essencial em operações celulares como a construção da membrana, o armazenamento de lípidos e proteínas ou o transporte de partículas ao longo da membrana celular.
Entre 1885 e 1893 dedicou a sua investigação ao estudo do paludismo, chegando a resultados tão importantes como a distinção entre a malária terçã e quartã, enquanto patologias provocadas por duas espécies diferentes de um mesmo parasita protozoário chamado Plasmodium, assim como a identificação do acesso febril como sendo originado pela libertação por parte desse organismo de esporos no fluxo sanguíneo.
Em 1906 Golgi recebeu o Nobel de Fisiologia ou Medicina conjuntamente com Santiago Ramón y Cajal, pelos seus estudos sobre a estrutura do sistema nervoso.

## Principais publicações
- Sulla fina anatomia degli organi centrali del sistema nervoso: studi di Camillo Golgi. Reggio: Tip. di Stefano Calderini e figlio, 1884.
- Sulla fina anatomia degli organi centrali del sistema nervoso: studi di Camillo Golgi. Milano, 1886.
- Sunti delle lezioni di istologia generale del prof. C. Golgi; raccolti dagli studenti G. Marenghi e L. Villa. Pavia, 1891-92.
- Ancora una nota a contribuzione delle conoscenze sull'anatomia patologica della rabbia sperimentale. Pavia: Stab. Tip. Succ. Bizzoni, 1892.
- Di nuovo sulla struttura delle cellule nervose dei gangli spinali: Comunicazione fatta alla società medico- chirurgica di Pavia nella Seduta del 20 gennaio 1899. Pavia: Tip. Fratelli Fusi, 1899.
- Intorno alla struttura delle cellule nervose. Pavia: Tip. Fratelli Fusi, 1898.
- Sulla struttura delle cellule nervose nel midollo spinale: Comunicazione fatta alla società medico-chirurgica di Pavia il Giorno 14 Luglio 1900. Pavia: Tip. Fratelli Fusi, 1900.
- Istologia normale, 1870-1883. Milano: Hoepli, 1903.
- Istologia normale, 1883-1902. Milano: Hoepli, 1903.
- Patologia generale e isto-patologia, 1868-1894. Milano: Hoepli, 1903.
- Opera omnia. Milano: Hoepli, 1903-1929. 4 vols.